# Quartett (Musik)
Ein Quartett (von lateinisch quartus ‚vierter‘) ist in der Musik eine Gruppe von vier Ausführenden oder ein Musikstück für eine solche Gruppe.

## Klassische Musik
In der klassischen Musik ist die häufigste Besetzung das Streichquartett mit zwei Violinen, Viola und Violoncello. Bekannte Quartette für diese Besetzung stammen von Ludwig van Beethoven, Joseph Haydn (z. B. das Kaiserquartett), Wolfgang Amadeus Mozart (z. B. das Dissonanzenquartett) oder Franz Schubert (z. B. die Variationen über Der Tod und das Mädchen).
Eine Untergattung ist das Quatuor brillant, das im Grunde ein Konzert für Violine mit Begleitung eines Streichtrios, bestehend aus Violine, Viola und Violoncello, ist. Eine Reihe von Streichquartetten Louis Spohrs gehört dieser Kategorie an.
Daneben gibt es das Klavierquartett und verschiedene Quartettformationen mit Bläsern, die üblicherweise als Flötenquartett (Flöte mit Begleitung von Streichern) usf. bezeichnet werden. Beispiele für verschiedene Besetzungen:

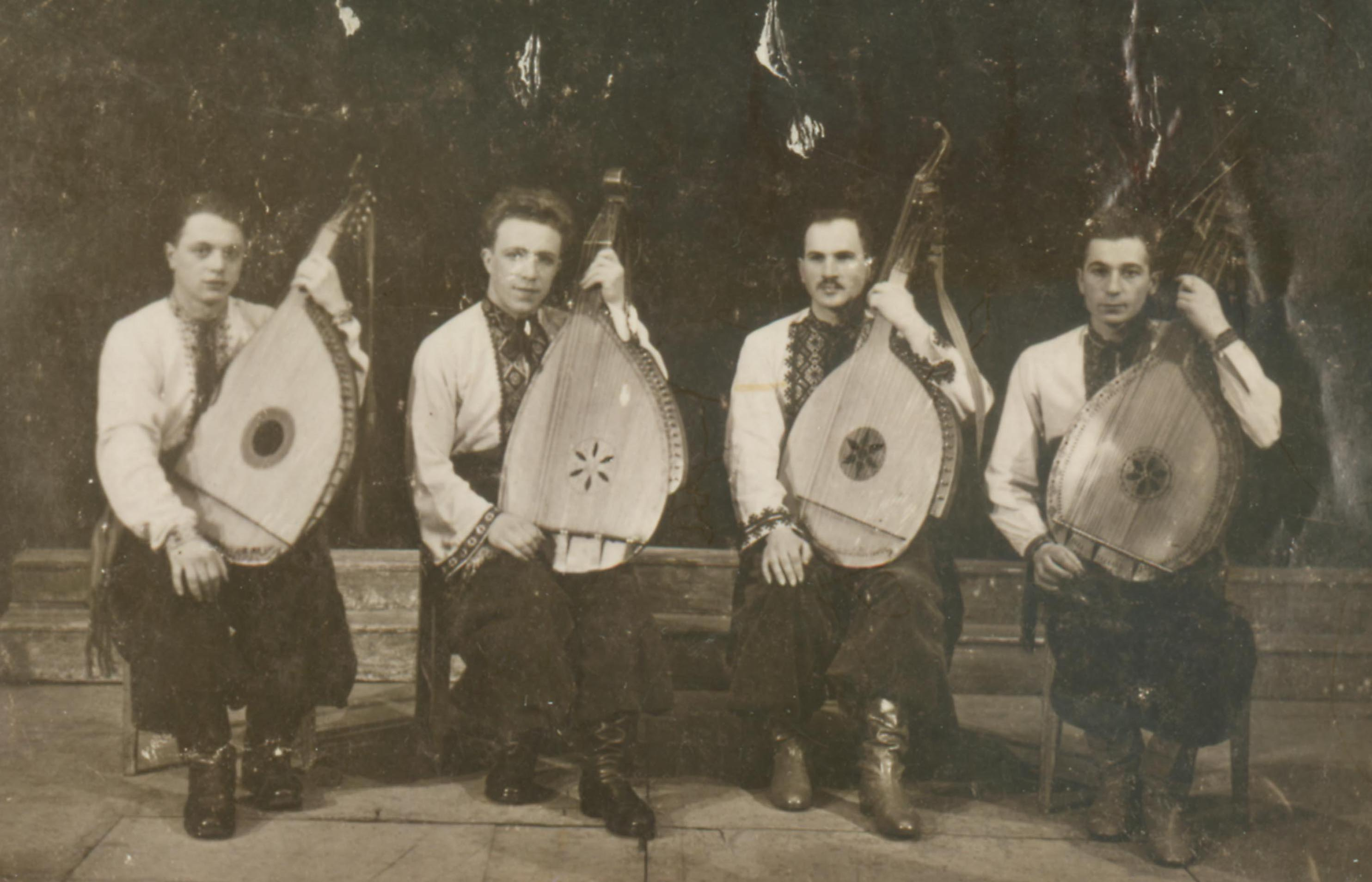
Quartett

- Klavier, Flöte, Viola und Violoncello, zum Beispiel drei Quartette Wq. 93–95 von Carl Philipp Emanuel Bach
- Flöte, Violine, Viola und Violoncello, zum Beispiel vier Quartette von Wolfgang Amadeus Mozart
- Klarinette, Violine, Violoncello und Klavier, zum Beispiel von Paul Hindemith
- Flöte, Oboe, Violine und Violoncello, zum Beispiel von Arthur Honegger

Davon zu unterscheiden sind Bläserquartette, die für vier Bläser geschrieben sind.
Eine eher außergewöhnliche Besetzung besteht aus Oboeninstrumenten, Fagott, Viola und Gitarre, zum Beispiel „Sozusagen“ von Jean-Luc Darbellay.
Manchmal trifft man auf Werke für ein Doppelquartett (zum Beispiel von Louis Spohr). Diese beruhen – im Gegensatz zum Oktett – darauf, dass zwei geschlossene Klanggruppen, nämlich zwei Streichquartette, nach dem Prinzip der Doppelchörigkeit wechselseitig miteinander musizieren.
In der groß besetzten Vokalmusik, besonders im Oratorium, ist das vokale Solistenquartett, bestehend aus Sopran, Alt, Tenor und Bass, von Bedeutung. Zahlreiche Kompositionen für solistisches Vokalquartett sowohl gleicher als auch gemischter Stimmen gibt es aus der Zeit der Hausmusik, namentlich aus dem 19. Jahrhundert. Im Bereich der Oper gibt es ebenfalls viele Quartettkompositionen, einige der bekanntesten Beispiele finden sich in Mozarts Die Entführung aus dem Serail, Beethovens Fidelio, Verdis Rigoletto und Puccinis La Bohème.

## Jazz
Im Jazz gibt es zahlreiche Möglichkeiten, wie sich ein Quartett zusammensetzen kann.
Vor allem wird ein Blasinstrument (Saxophon, Trompete, Posaune) mit einem Rhythmustrio bestehend aus Piano oder Gitarre, Kontrabass und Schlagzeug kombiniert (Dave Brubeck Quartet: Saxophon, Piano, Kontrabass, Schlagzeug). Seltener ist die (pianolose) Kombination zweier Blasinstrumente mit Kontrabass und Schlagzeug (Gerry Mulligan Quartet / Ornette Coleman Quartet). Mit dem Aufkommen des Free Jazz sind den Kombinationsmöglichkeiten kaum mehr Grenzen gesetzt.
Einige Beispiele sind:
- Saxophon, Piano, Kontrabass, Schlagzeug
- Saxophon, Gitarre, Kontrabass, Schlagzeug
- Saxophon, Posaune, Kontrabass, Schlagzeug
- Trompete, Klarinette, Banjo, Tuba

Bekannte Jazz-Quartette:
- Modern Jazz Quartet (aus: Milt Jackson Quartet)
- John Coltrane Quartet
- Charlie Parker Quartet
- Dave Brubeck Quartet
- Gerry Mulligan Quartet
- Ornette Coleman Quartet
- World Saxophone Quartet

## Barbershop-Quartett
Im Barbershop-Gesang besteht ein Quartett aus vier Sängern, in der Regel desselben Geschlechts. Dabei teilt sich das Ensemble in die Stimmen Tenor (singt als Altus die höchste Stimme, nicht zu verwechseln mit der Stimmlage Tenor), Lead (singt die Melodie in der Stimmlage eines Tenors oder Baritons), Bariton und Bass.